# Тишков Кирило Юрійович
Кири́ло Ю́рійович Тишко́в — полковник Державної прикордонної служби України, учасник російсько-української війни. Лицар ордена Богдана Хмельницького та кавалер ордена Данила Галицького.

## Життєпис
Станом на 17 вересня 2014 року — начальник 10-го мобільного прикордонного загону.

## Нагороди
- орден Богдана Хмельницького III ступеня (15.07.2014) — за особисту мужність і героїзм, виявлені у захисті державного суверенітету та територіальної цілісності України, вірність військовій присязі під час російсько-української війни;
- орден Данила Галицького (21.10.2024) — за особисту мужність і самовідданість, виявлені у захисті державного суверенітету та територіальної цілісності України, сумлінне та бездоганне служіння Українському народові[1].